# Pałac Pusłowskich w Kosowie
Pałac Pusłowskich (biał. Палац Пуслоўскіx у Косаве) – rezydencja rodziny Pusłowskich zbudowana w 1838 na terenie odległego o trzy kilometry od centrum Kosowa folwarku Mereczowszczyzna. Od 2007 roku trwa remont pałacu.

## Historia
Pałac powstał w 1838 wg projektu Franciszka Jaszczołda we współpracy z Władysławem Marconim na zamówienie Wandalina Pusłowskiego. Wnętrza dekorował Franciszek Żmurko. Pierwotnie w pałacu miało się znajdować 88 pokoi. Po Powstaniu styczniowym, rosyjskie władze zaborcze skonfiskowały pałac polskim właścicielom i przekazały rodzinie Trubeckich. W czasie I wojny światowej pałac został uszkodzony.
Po odzyskaniu przez Polskę niepodległości pałac odbudowano i w latach 1921–1939 w budynku miało siedzibę starostwo powiatowe województwa poleskiego. W latach okupacji niemieckiej po 1941 roku, w przyległym do założenia wąwozie SS mordowała kosowskich Żydów.

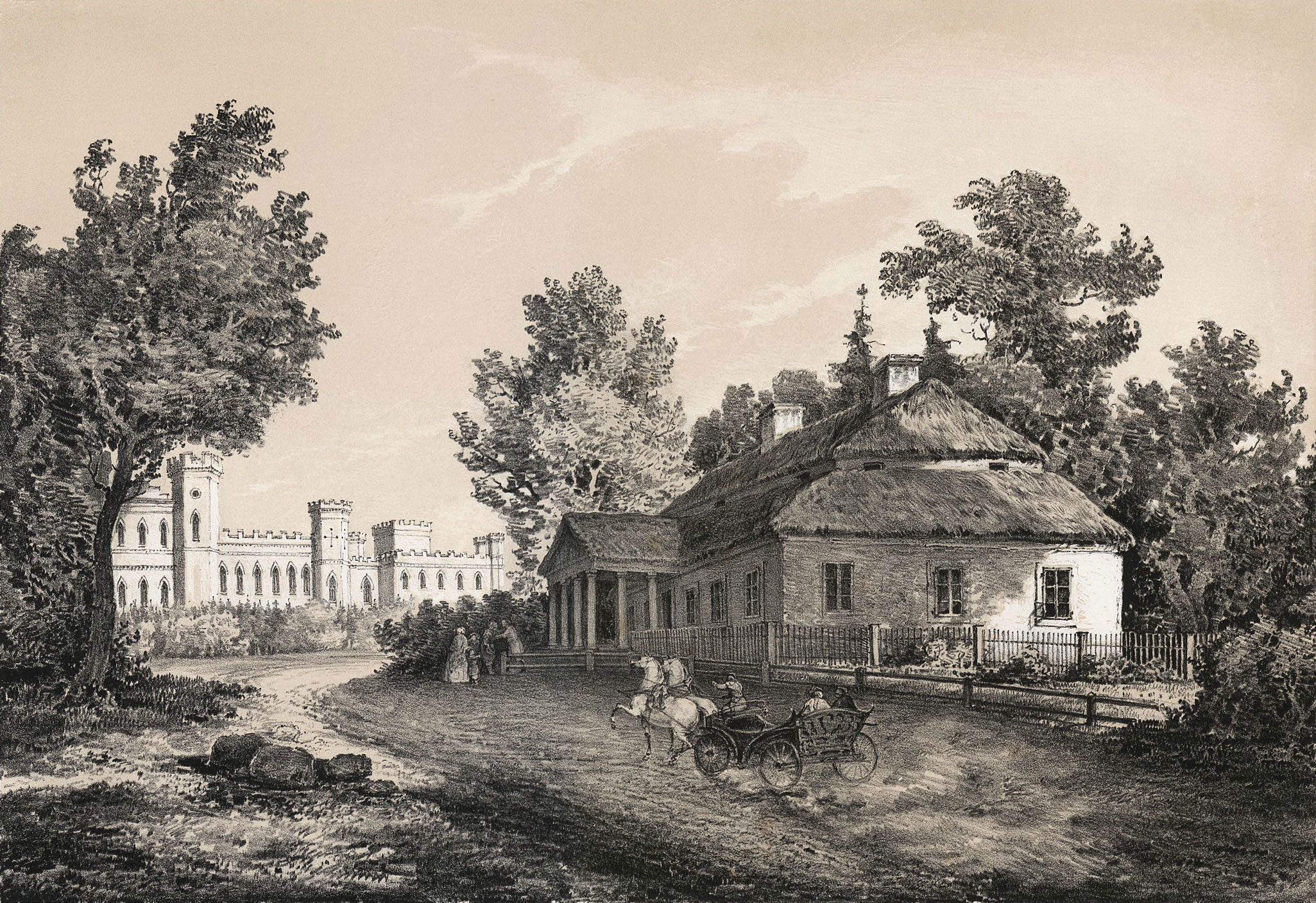
Pałac Pusłowskich na grafice Napoleona Ordy z 1846

W 1942 pałac został spalony przez partyzantów radzieckich i od tego czasu popadał w ruinę. Po 1945 roku dokonano zniszczenia jednego z ładniejszych na Białorusi założeń parkowych, które łączyło się z parkiem przy dworku Kościuszki w Mereczowszczyźnie. Do 2007 roku pałac był ruiną.

## Obecnie
W 2007 roku ukończono przygotowywanie planów rewaloryzacji pałacu i rozpoczęto prace rekonstrukcyjne, które wciąż trwają. Odbudowano stropy, całość pałacu i jego skrzydeł pokryto dachem. Wstawiono nowe drzwi i okna, odrestaurowano już niemal w całości wieże oraz ściany zewnętrzne, wykonano również sporo prac wewnątrz. Pałac jest udostępniony do zwiedzania. Można nabyć wspólny bilet do dworku Kościuszki i pałacu.

## Architektura
Pałac o fasadzie o długości 120 metrów składa się z trzech części: jednopiętrowego korpusu centralnego oraz dwóch parterowych skrzydeł bocznych. Całości założenia Jaszczołd nadał charakter neogotycki, stąd m.in. czteroboczne wieże zwieńczone krenolażem, ostrołukowe okna, szkarpy, rozety i lizeny.